# Ålandstrafiken

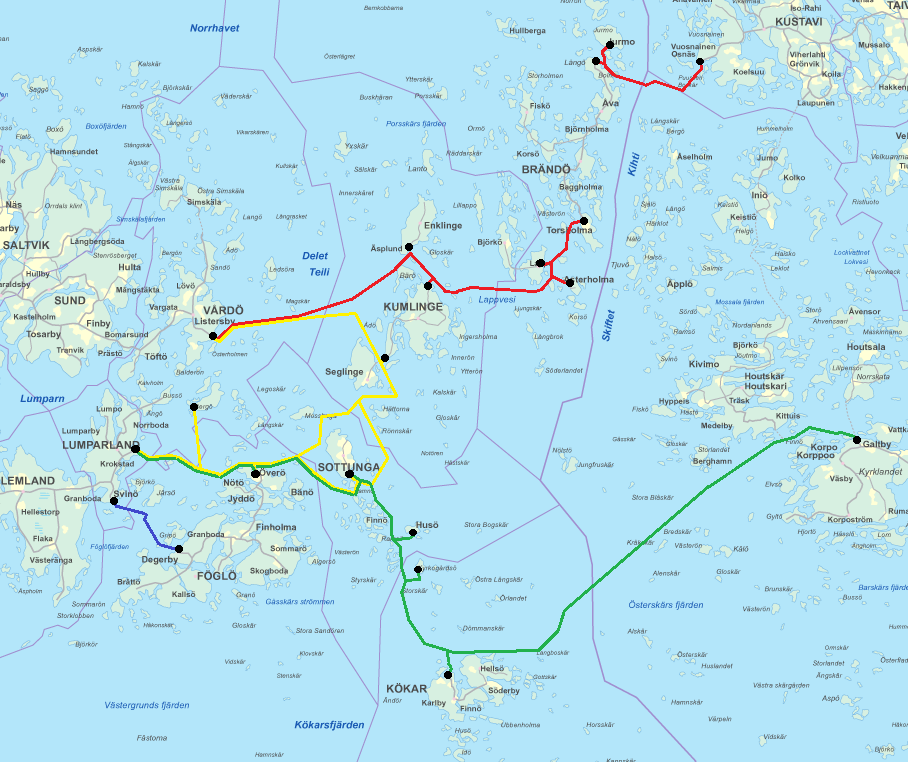
Ålandstrafikens färjelinjer

Ålandstrafiken är det gemensamma namnet för kollektivtrafiken på Åland, som omfattar bussar och skärgårdsfärjor. Trafiken bedrivs i landskapets regi. Skärgårdstrafiken är indelad i fyra huvudlinjer som förbinder sex skärgårdskommuner med fasta Åland och det finländska fastlandet. Därutöver finns kortare linjer mellan öar inom Ålands skärgård.

## Färjelinjer
Ålandstrafiken driver fyra huvudlinjer som förbinder fasta Åland med skärgårdskommuner och det finländska fastlandet. Därutöver finns flera matarlinjer och sex kortare linfärjelinjer (vajerfärjor).

### Norra linjen
Norra linjen förbinder Vårdö med det finländska fastlandet via de norra skärgårdskommunerna.  
Rutt: Hummelvik (Vårdö) → Enklinge (Kumlinge) → Kumlinge (Kumlinge) → Lappo (Brändö) → Torsholma (Brändö) – landväg till Åva – Åva (Brändö) → Osnäs (Gustavs)  
Matarlinjer:
- Kumlinge ↔ Enklinge
- Åva ↔ Jurmo
- Lappo/Torsholma ↔ Asterholma (anslutning i Lappo eller Torsholma beroende på tur)

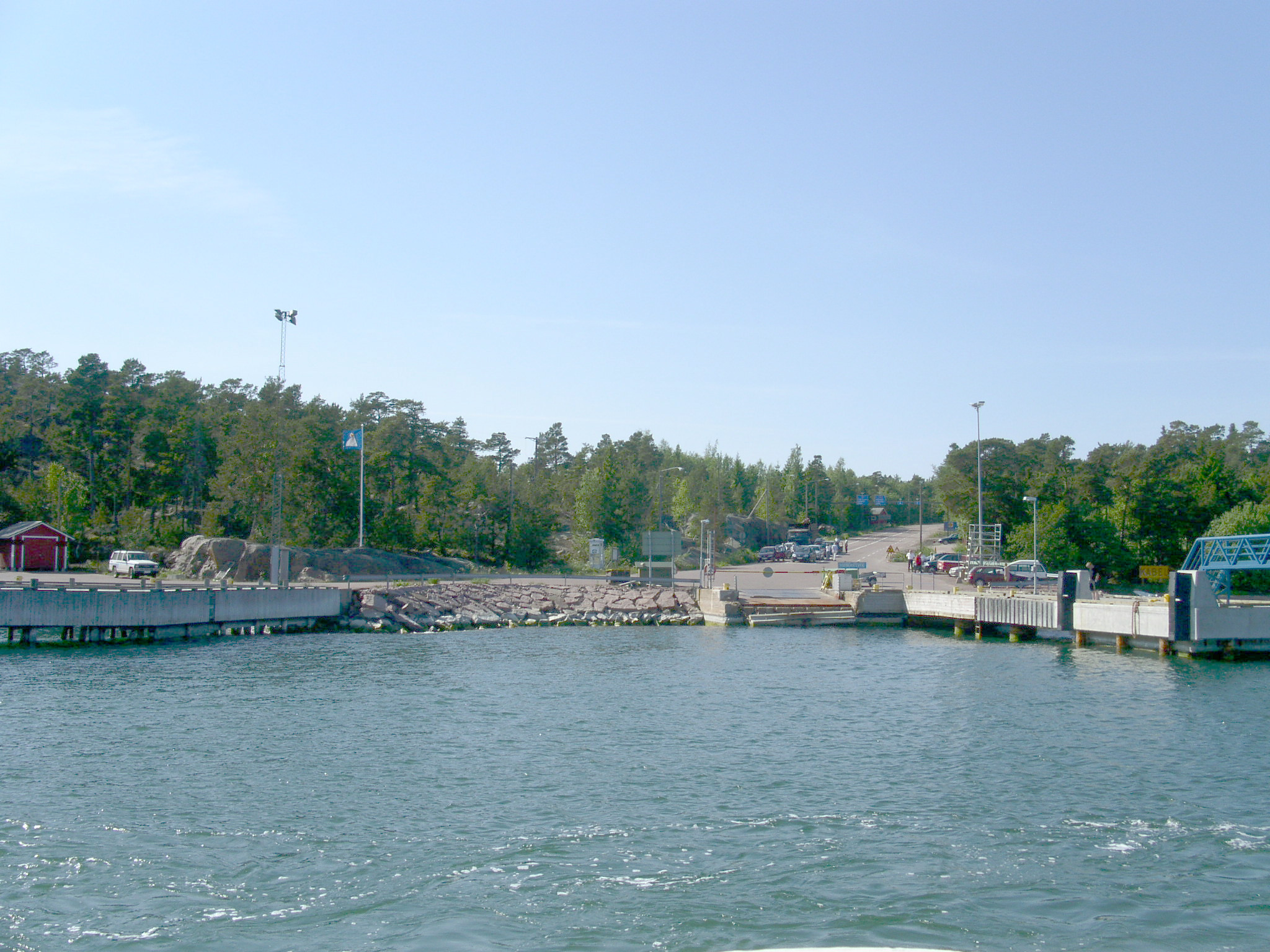
Hummelviks hamn, Vårdö
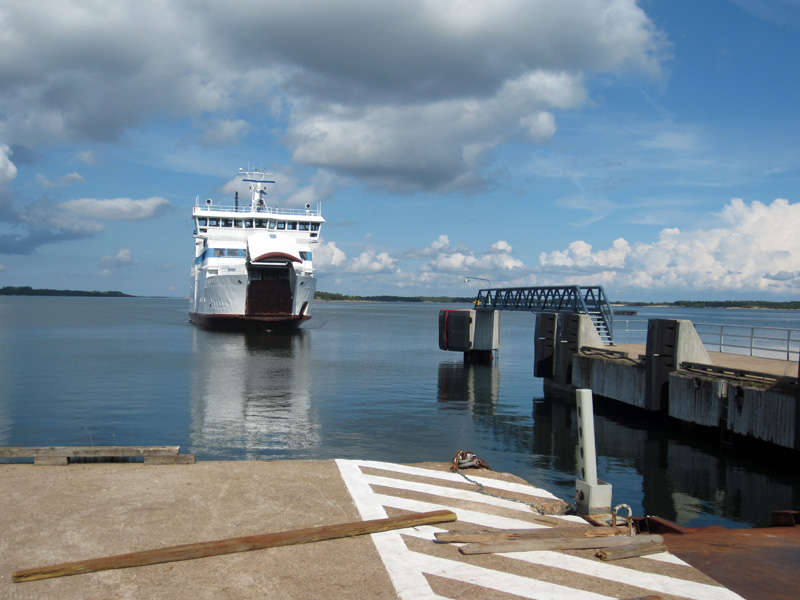
M/S Alfågeln vid Kumlinge
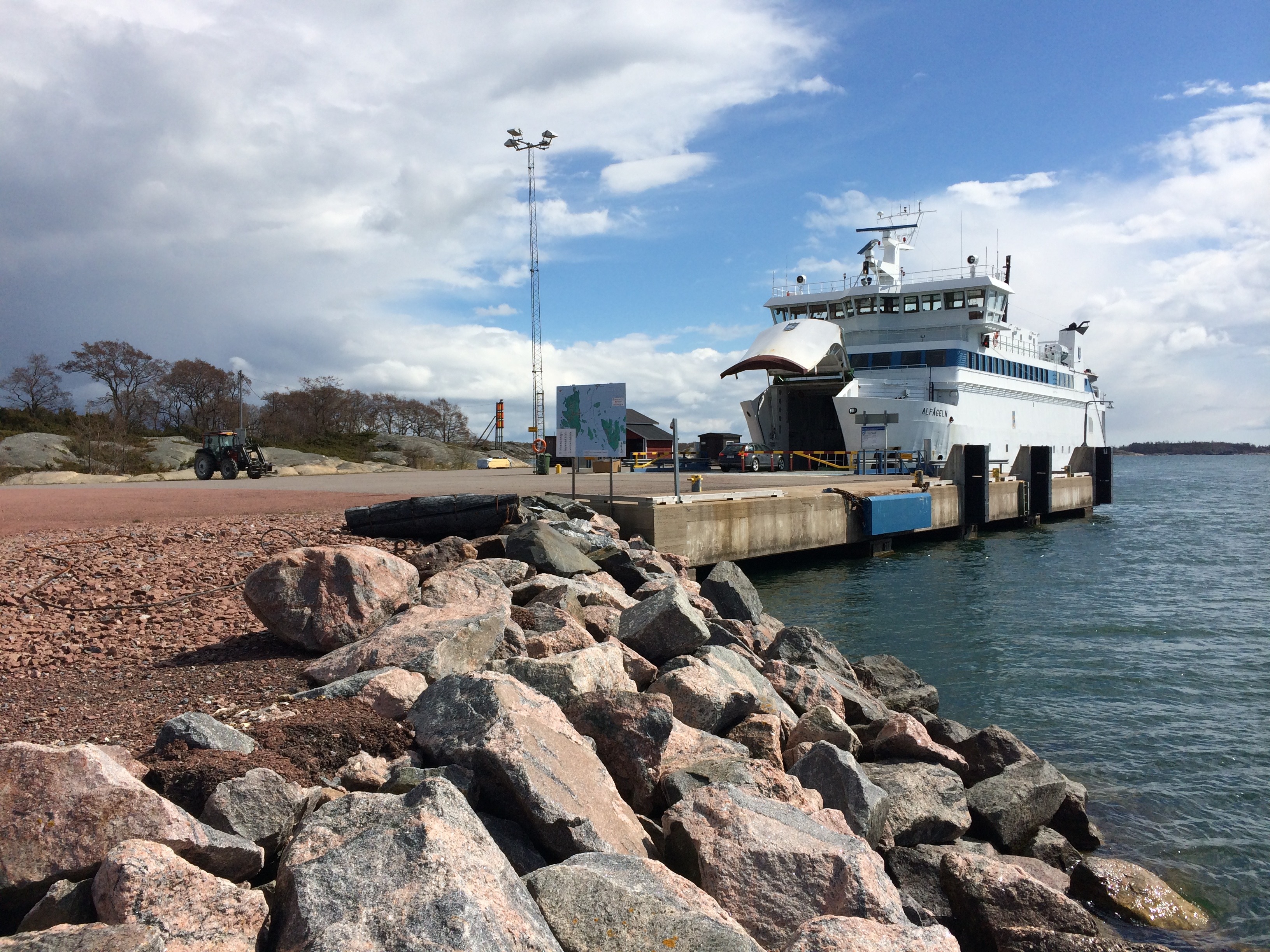
M/S Alfågeln vid Torsholma, Brändö
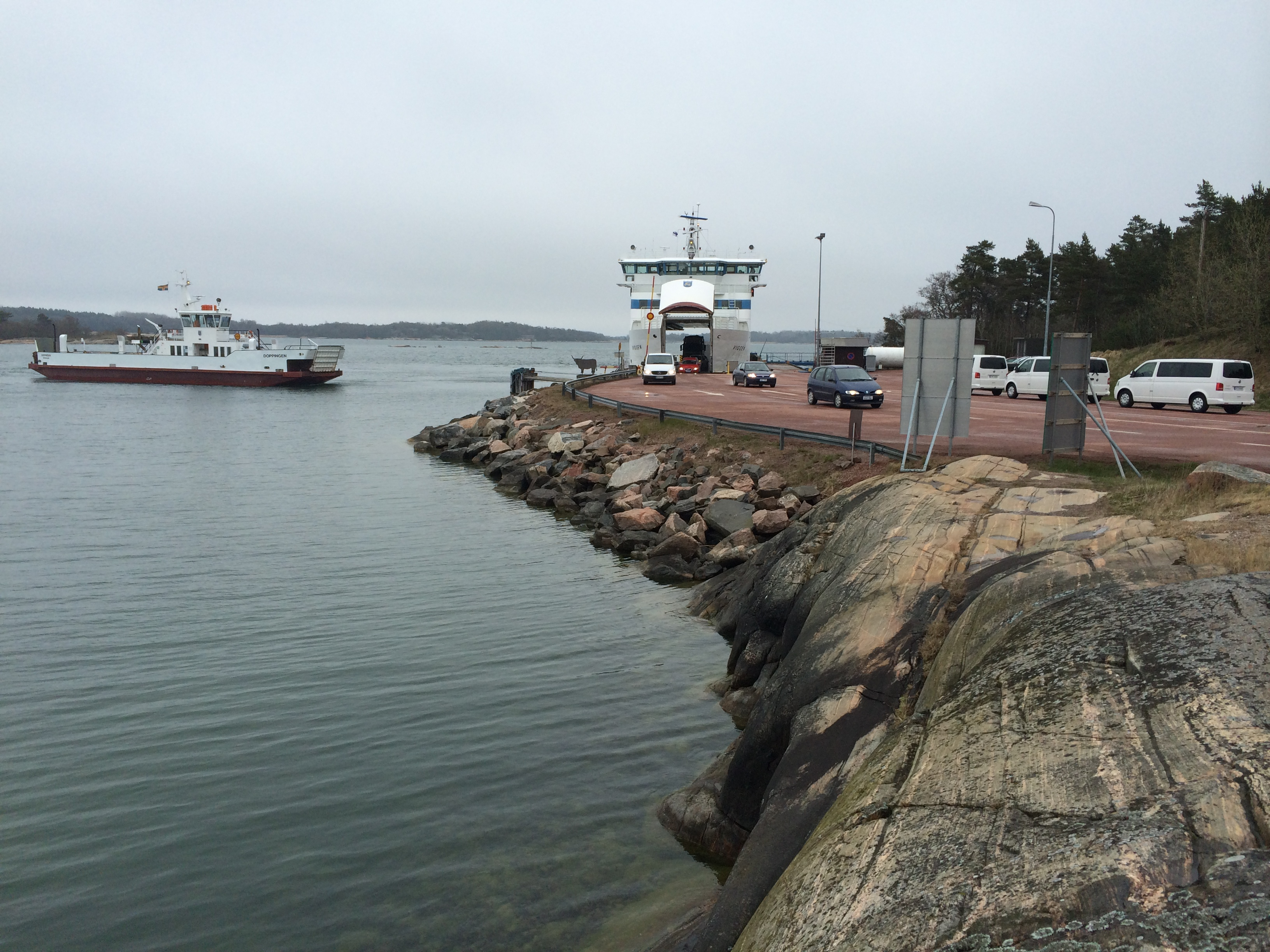
M/S Viggen och M/S Doppingen vid Åva, Brändö

### Södra linjen
Södra linjen förbinder Lumparland med det finländska fastlandet via de södra skärgårdskommunerna.  
Rutt: Långnäs (Lumparland) → Överö (Föglö) → Sottunga → Husö (Sottunga) → Kyrkogårdsö (Kökar) → Kökar (Kökar) → Galtby (Korpo)  

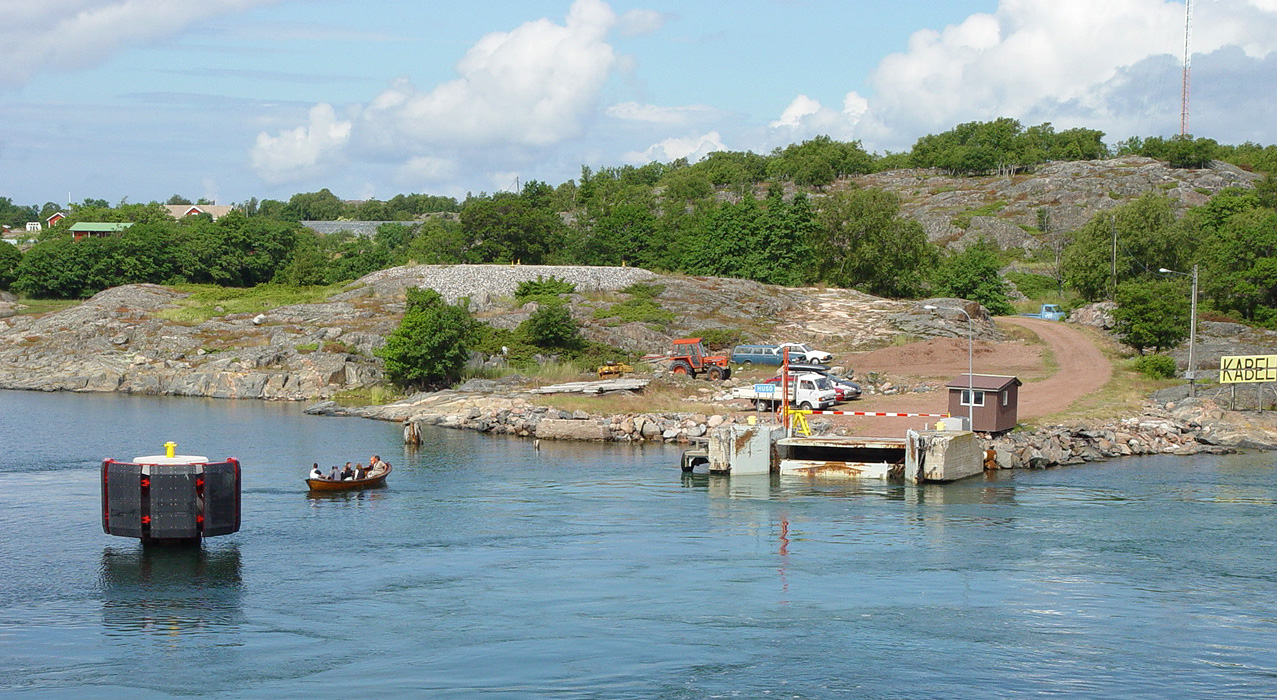
Husö, Sottunga
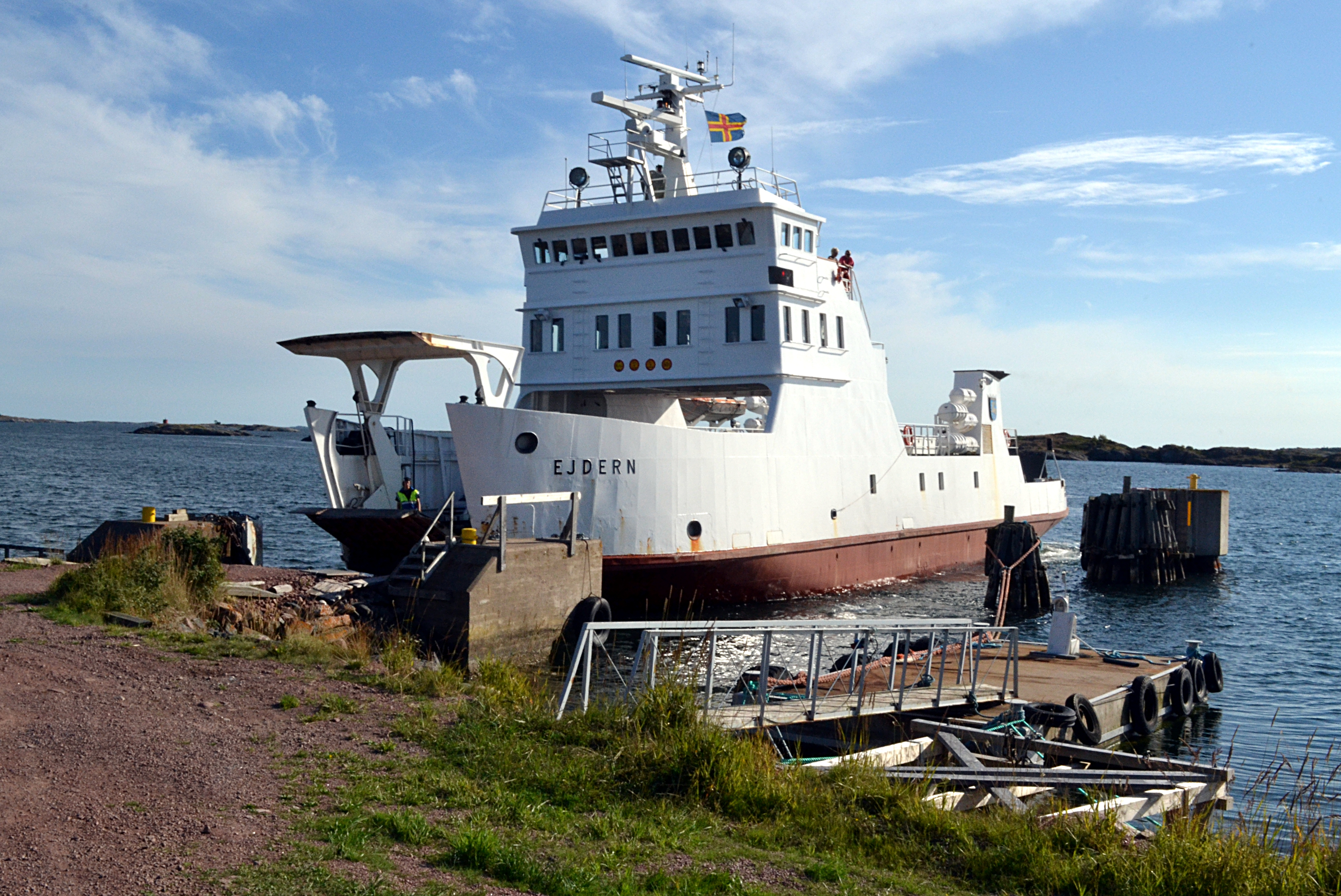
M/S Ejdern vid Kyrkogårdsö
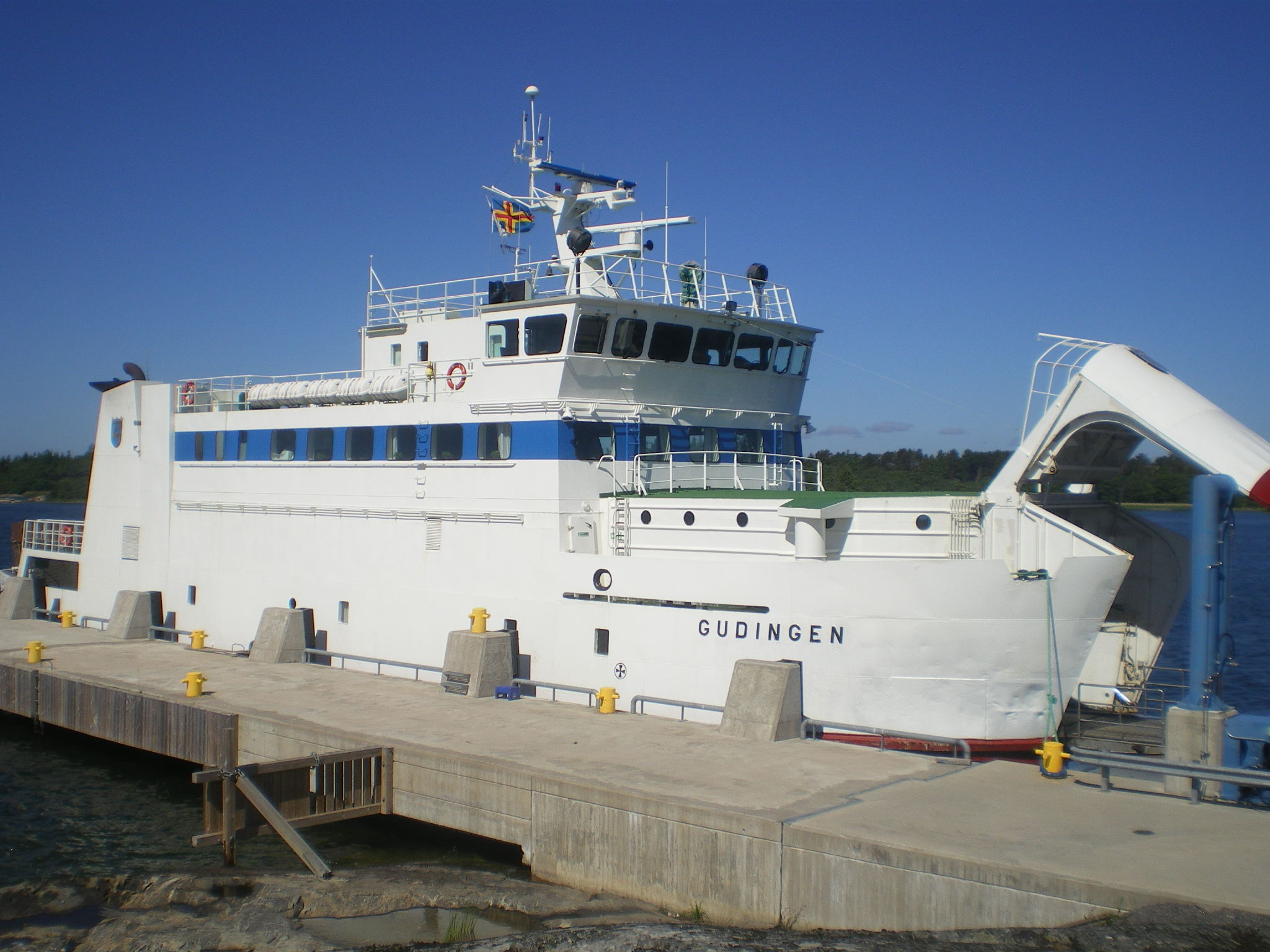
M/S Gudingen vid Kökar

### Tvärgående linjen
Tvärgående linjen knyter ihop mellersta och södra skärgården med fasta Åland.  
Rutt: Långnäs (Lumparland) ↔ Snäckö (Kumlinge)  
Angör vid behov: Överö (Föglö), Sottunga, Bergö (Vårdö)  

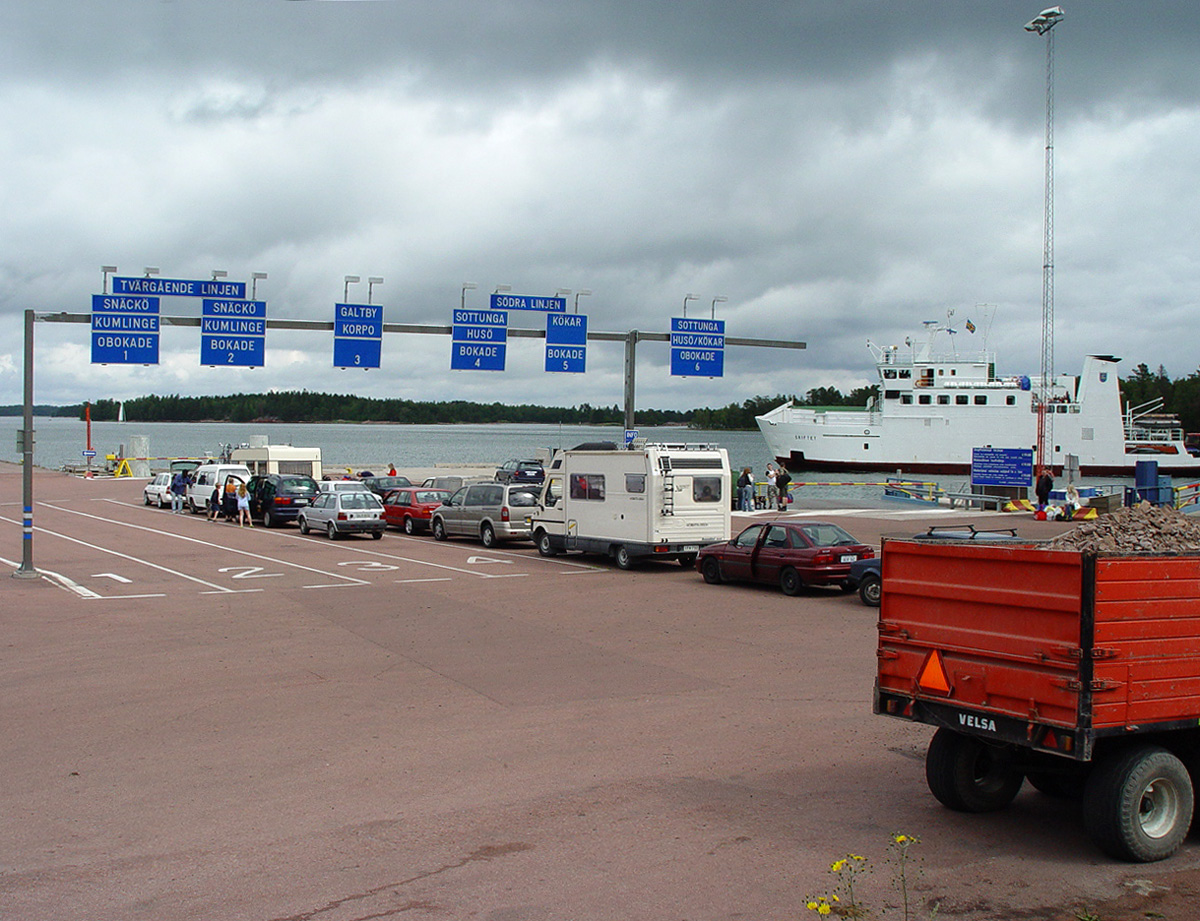
Långnäs, Lumparland
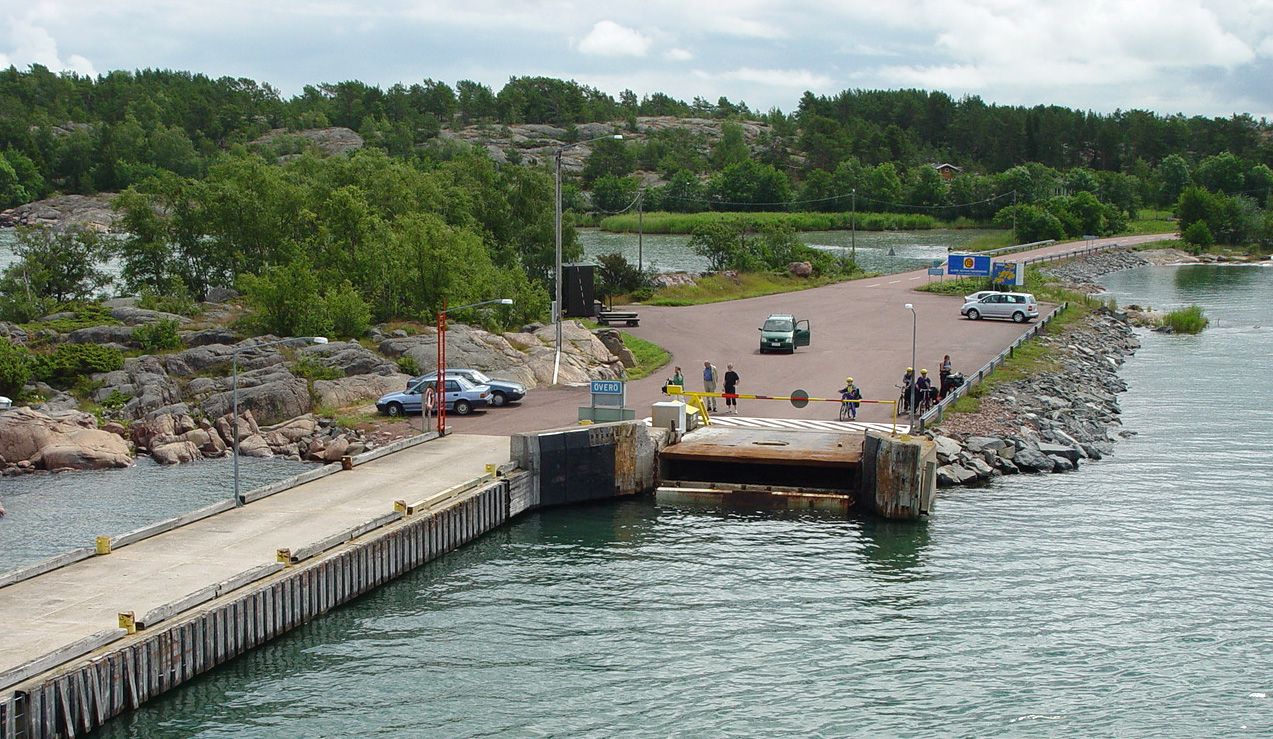
Överö, Föglö
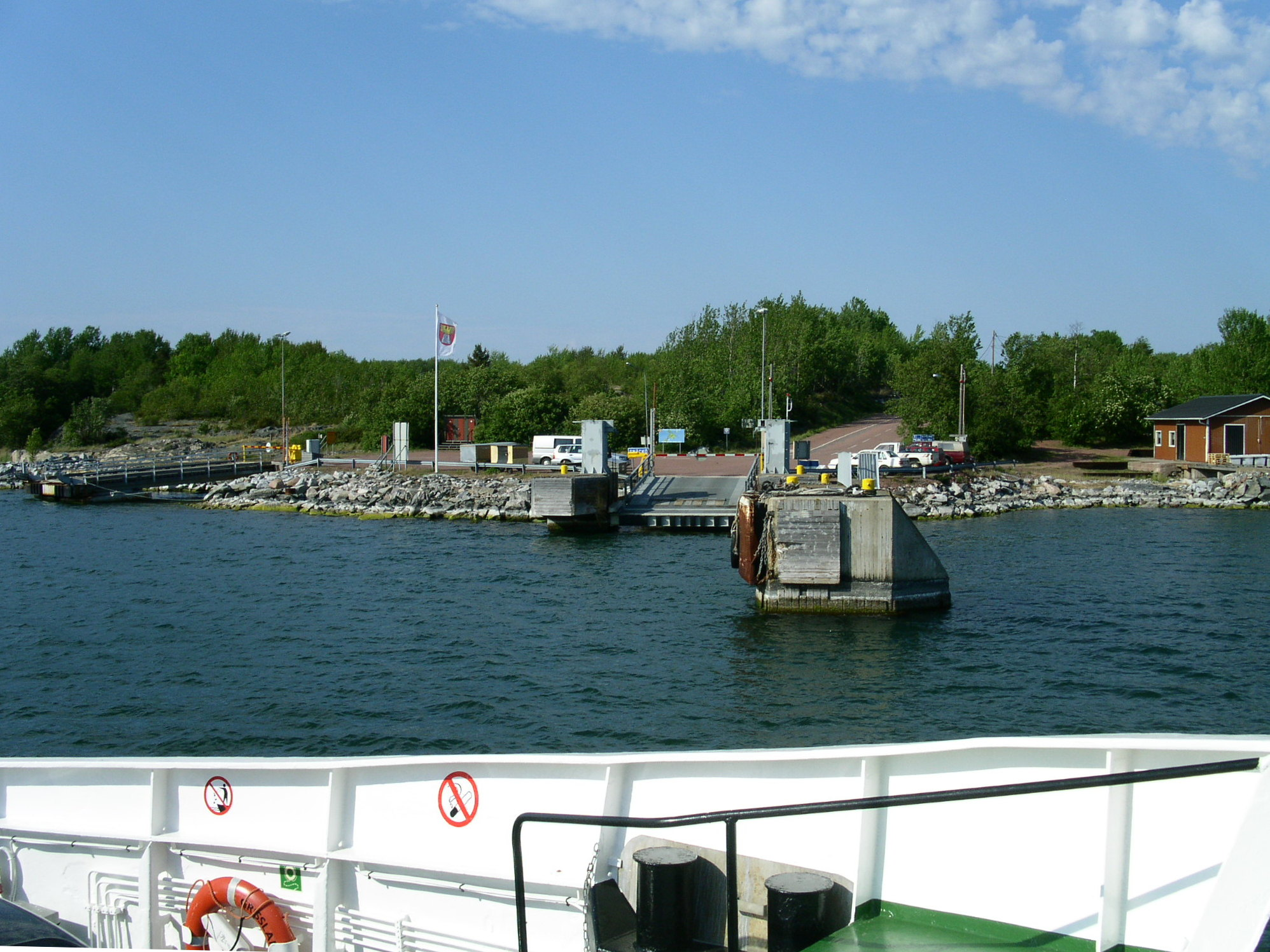
Snäckö, Kumlinge

### Föglölinjen
Föglölinjen förbinder Föglö med fasta Åland.  
Rutt: Svinö (Lumparland) ↔ Degerby (Föglö)  

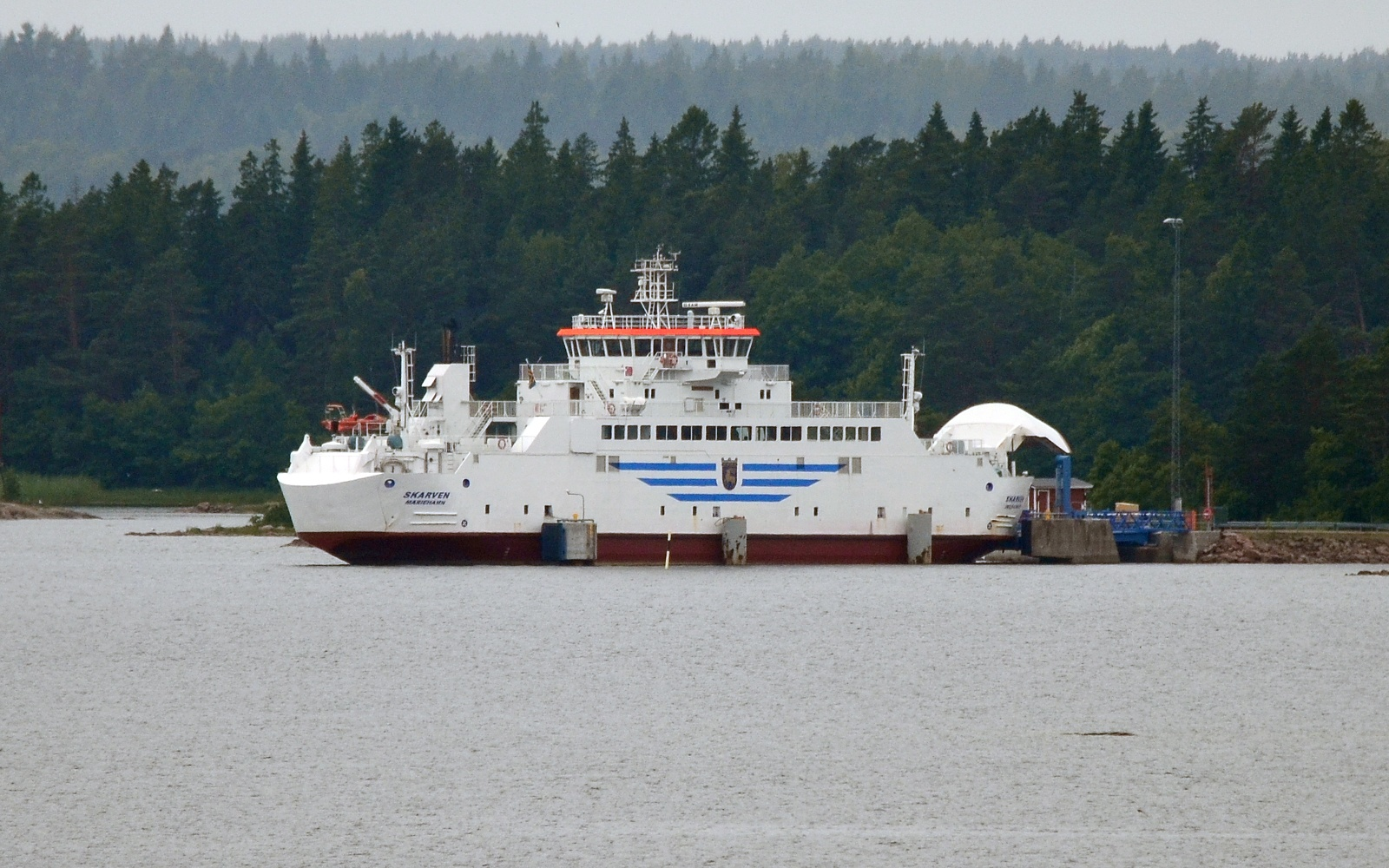
M/S Skarven vid Svinö, Lumparland

### Linfärjor
Utöver huvudlinjerna finns sex kortare linfärjelinjer (vajerfärjor) som förbinder närliggande öar.
- Björköfärjan: Lappo ↔ Björkö
- Embarsundsfärjan: Finnholma ↔ Jyddö (Föglö)
- Simskälafärjan: Vårdö ↔ Simskäla
- Ängösundslinjen: Lumparland ↔ Ängsö (Vårdö)
- Töftöfärjan: Prästö (Sund) ↔ Töftö (Vårdö)
- Seglingefärjan: Snäckö ↔ Seglinge (Kumlinge)

## Färjor

### Nuvarande fartyg

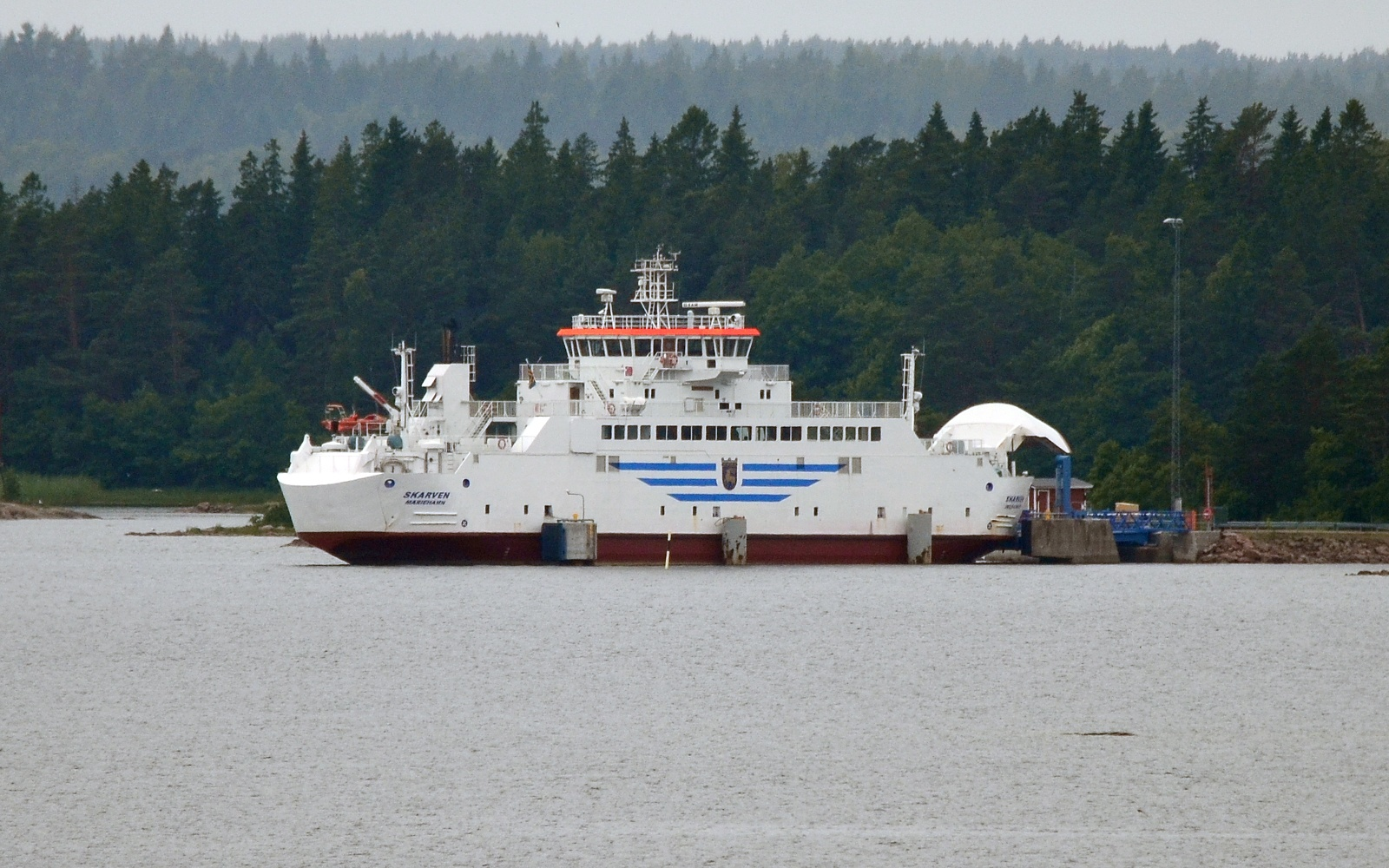
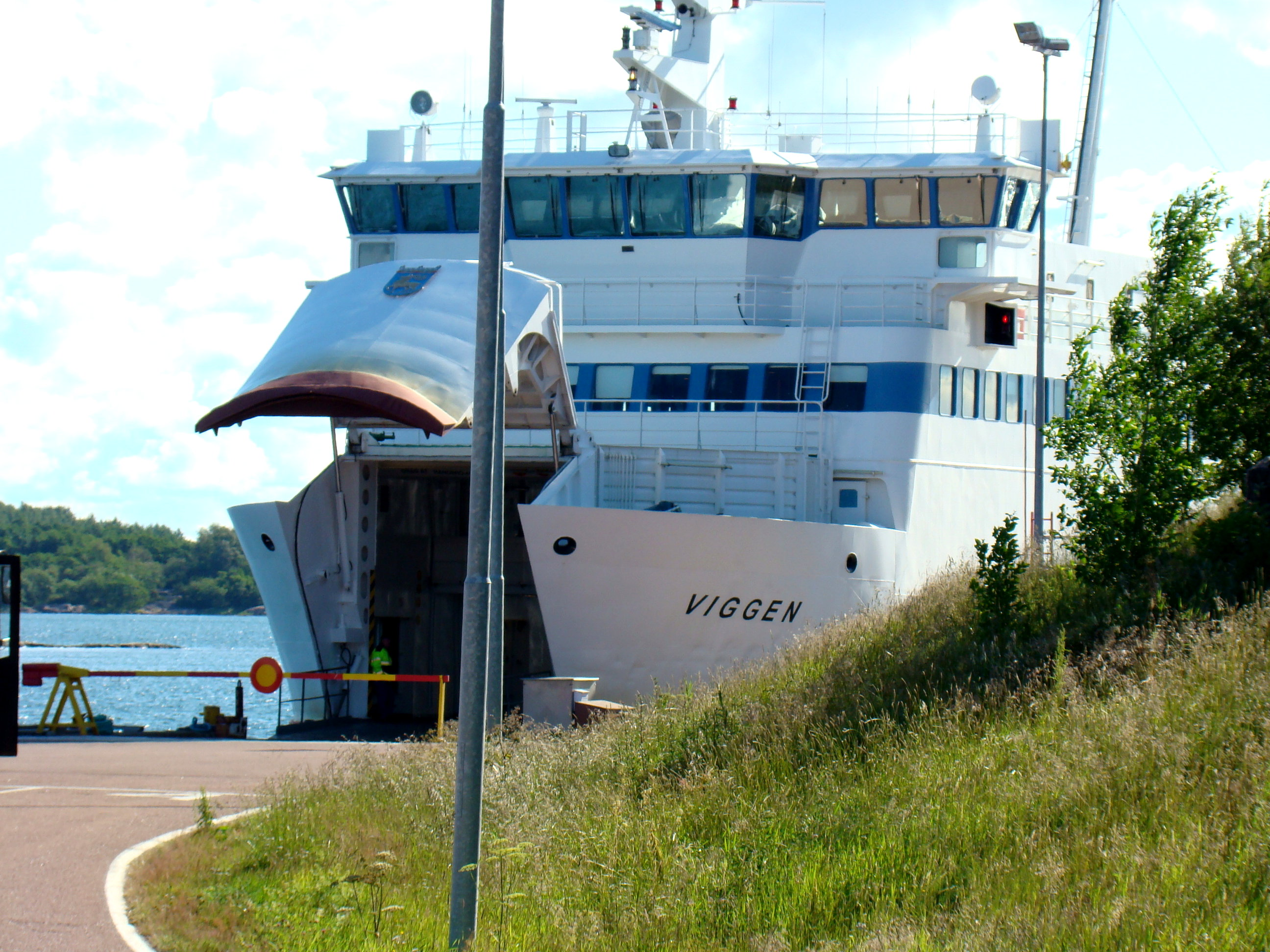
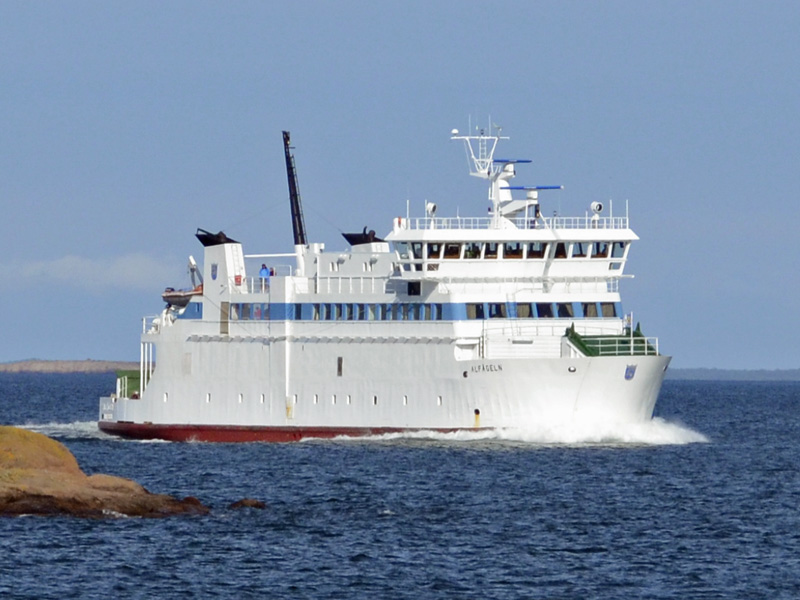
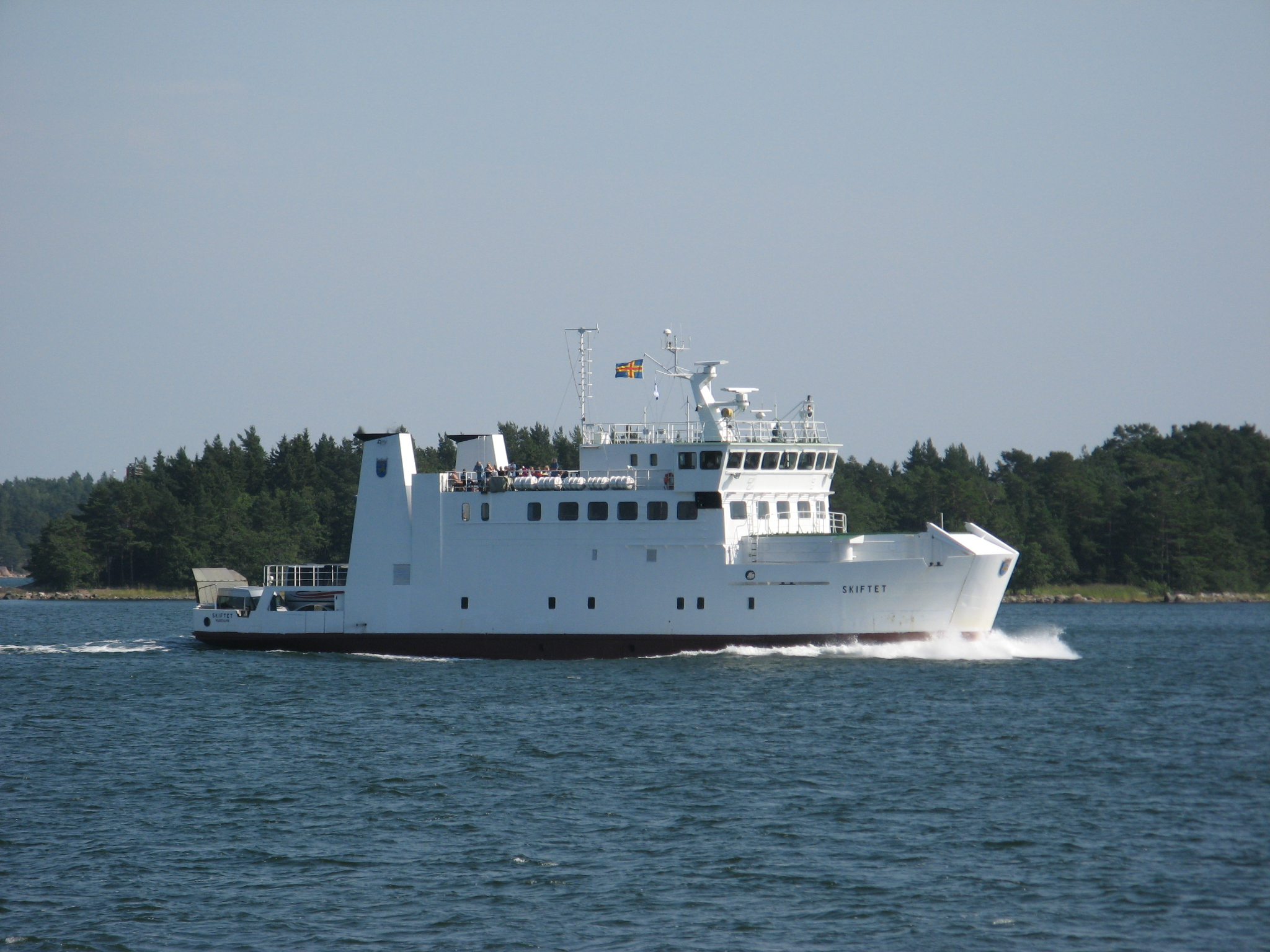
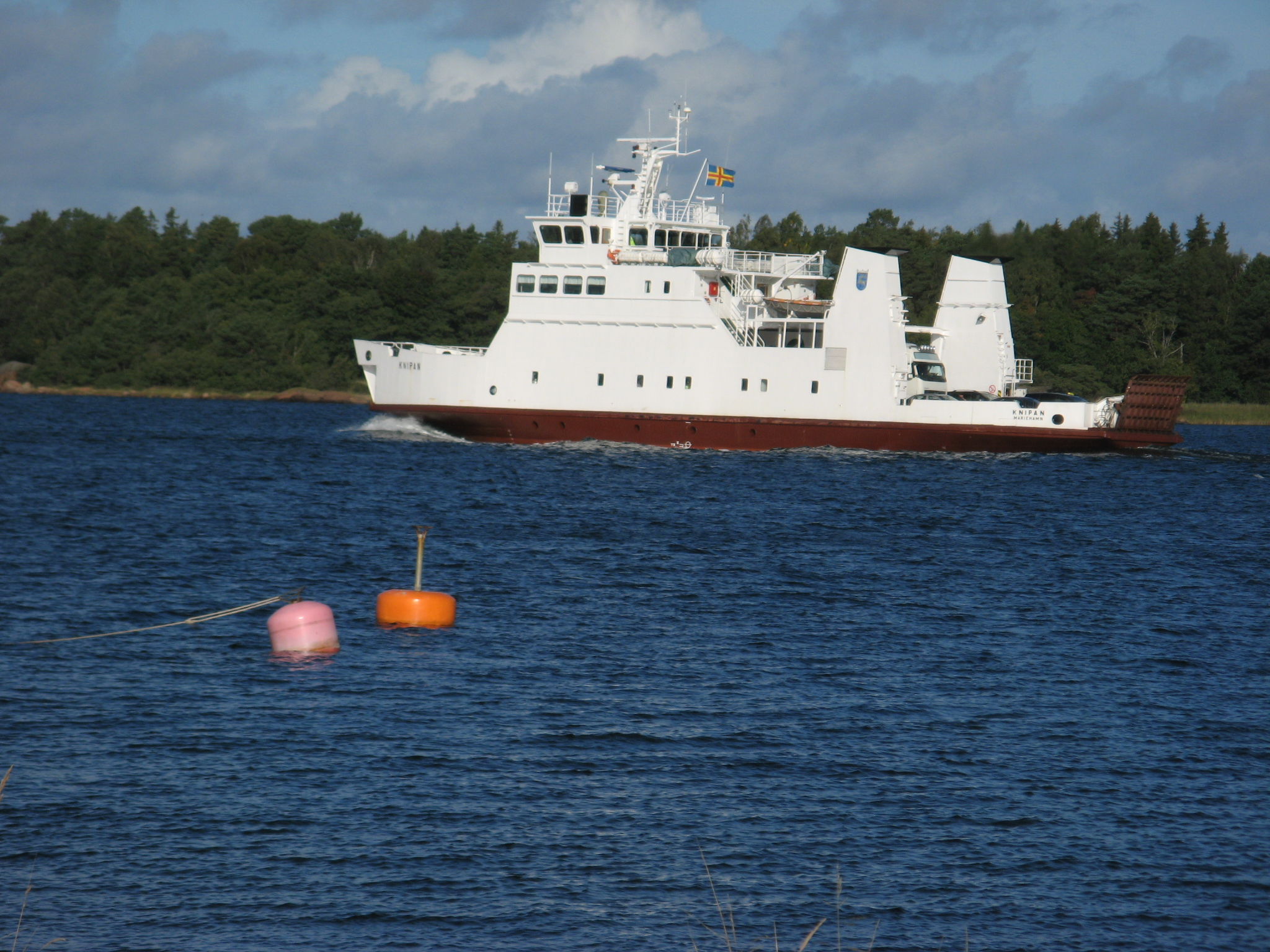
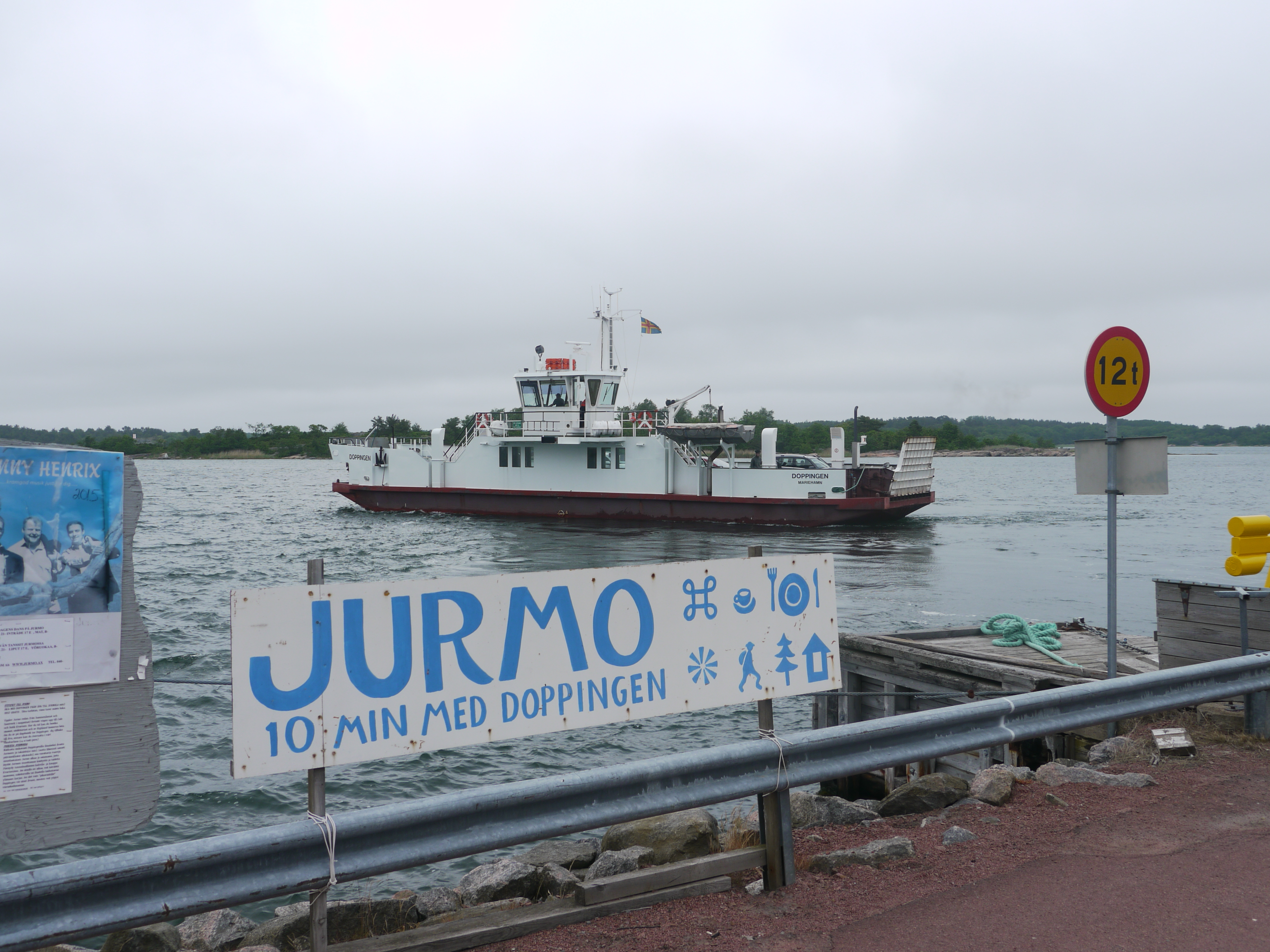
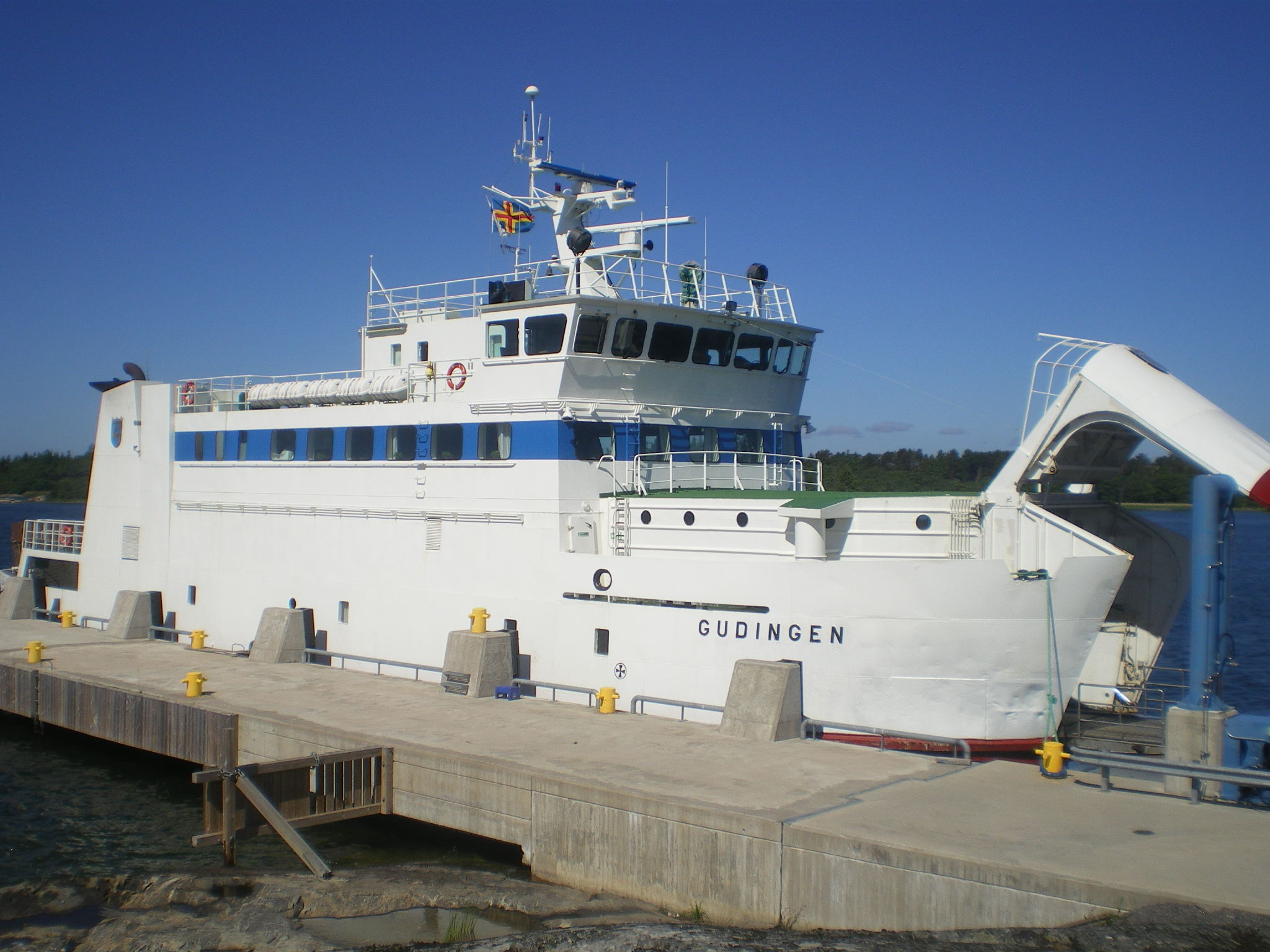
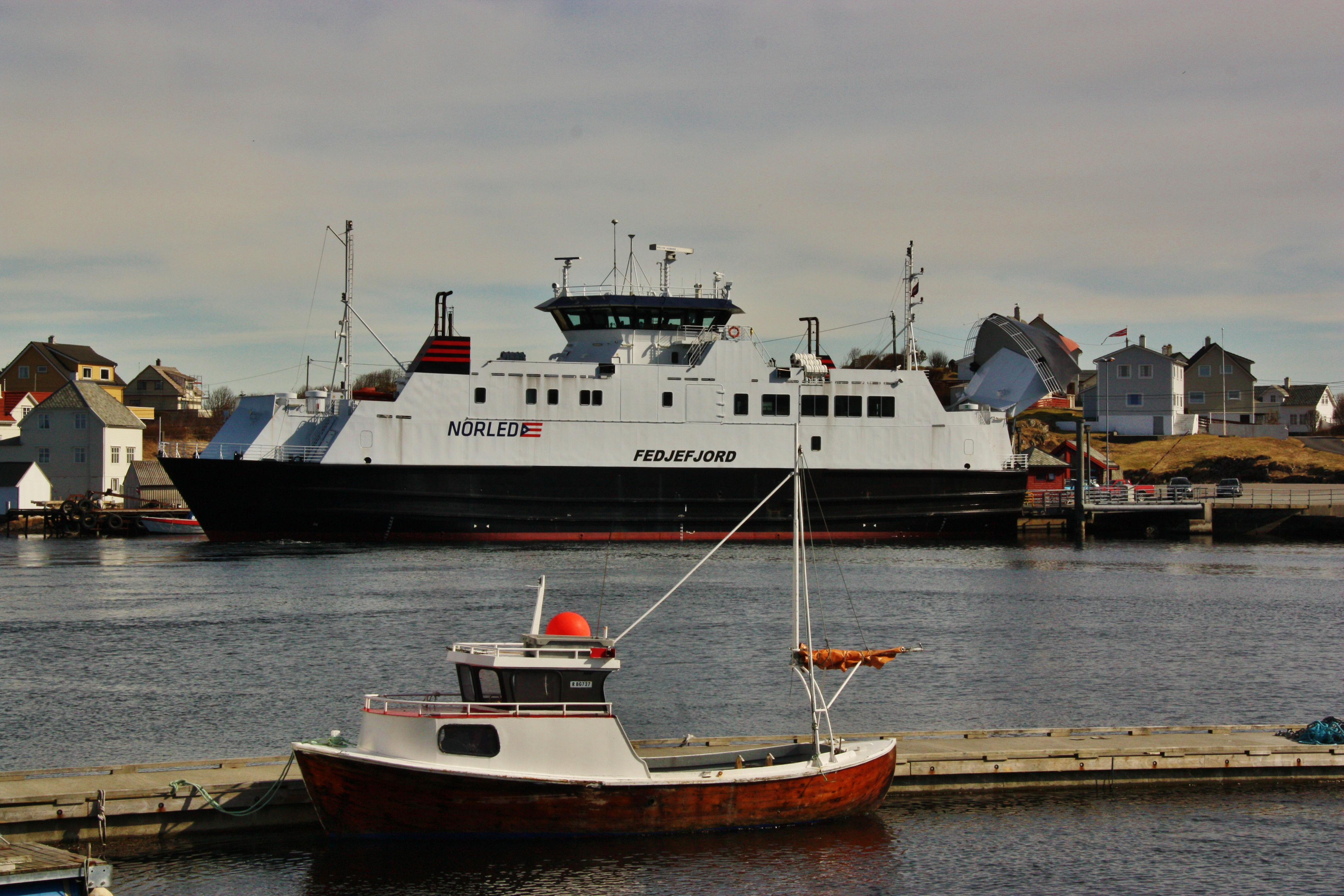

| Fartyg        | Linje             | Byggår | I trafik | Rutt                                                     | Passagerare | Bilar | Dödvikt | Flagga  | Notering                |
| ------------- | ----------------- | ------ | -------- | -------------------------------------------------------- | ----------- | ----- | ------- | ------- | ----------------------- |
| M/S Gudingen  | Södra linjen      | 1980   | 1980–    | Långnäs – Överö – Sottunga – Husö – Kyrkogårdsö – Kökar  | 195         | 23    | 248 ton | Åland   | Reservfartyg            |
| M/S Doppingen | Norra linjen      | 1984   | 1984–    | Åva – Jurmo                                              | 70          | 12    | 60 ton  | Åland   | –                       |
| M/S Knipan    | Tvärgående linjen | 1985   | 1985–    | Långnäs – Kumlinge                                       | 157         | 22    | 248 ton | Åland   | Reservfartyg            |
| M/S Skiftet   | Södra linjen      | 1985   | 1985–    | Långnäs – Kökar (via Överö, Sottunga, Husö, Kyrkogårdsö) | 195         | 24    | 248 ton | Åland   | –                       |
| M/S Alfågeln  | Norra linjen      | 1990   | 1990–    | Hummelvik – Enklinge – Kumlinge – Lappo – Torsholma      | 250         | 48    | 300 ton | Åland   | –                       |
| M/S Viggen    | Södra linjen      | 1998   | 1998–    | Kökar – Galtby                                           | 250         | 48    | 300 ton | Åland   | –                       |
| M/S Skarven   | Föglölinjen       | 2009   | 2009–    | Svinö – Degerby                                          | 250         | 65    | –       | Åland   | –                       |
| M/S Tuuli     | Norra linjen      | 1955   | 2020–    | Kumlinge – Enklinge                                      | 63          | 10    | –       | Finland | Reservfärja (sommartid) |
| M/S Östern    | Norra linjen      | 1974   | 2020–    | Kumlinge – Enklinge                                      | 126         | 16    | 67 ton  | Finland | Trafik under lågsäsong  |
| M/S Ådan      | Norra linjen      | 2001   | 2022–    | Åva – Osnäs                                              | 145         | 38    | –       | Åland   | –                       |
| M/S Svärtan   | Norra linjen      | –      | 2024–    | Torsholma – Lappo – Asterholma                           | –           | –     | –       | Åland   | –                       |

- M/S Skarven
- M/S Viggen
- M/S Alfågeln
- M/S Skiftet
- M/S Knipan
- M/S Doppingen
- M/S Gudingen
- M/S Ådan

### Tidigare fartyg

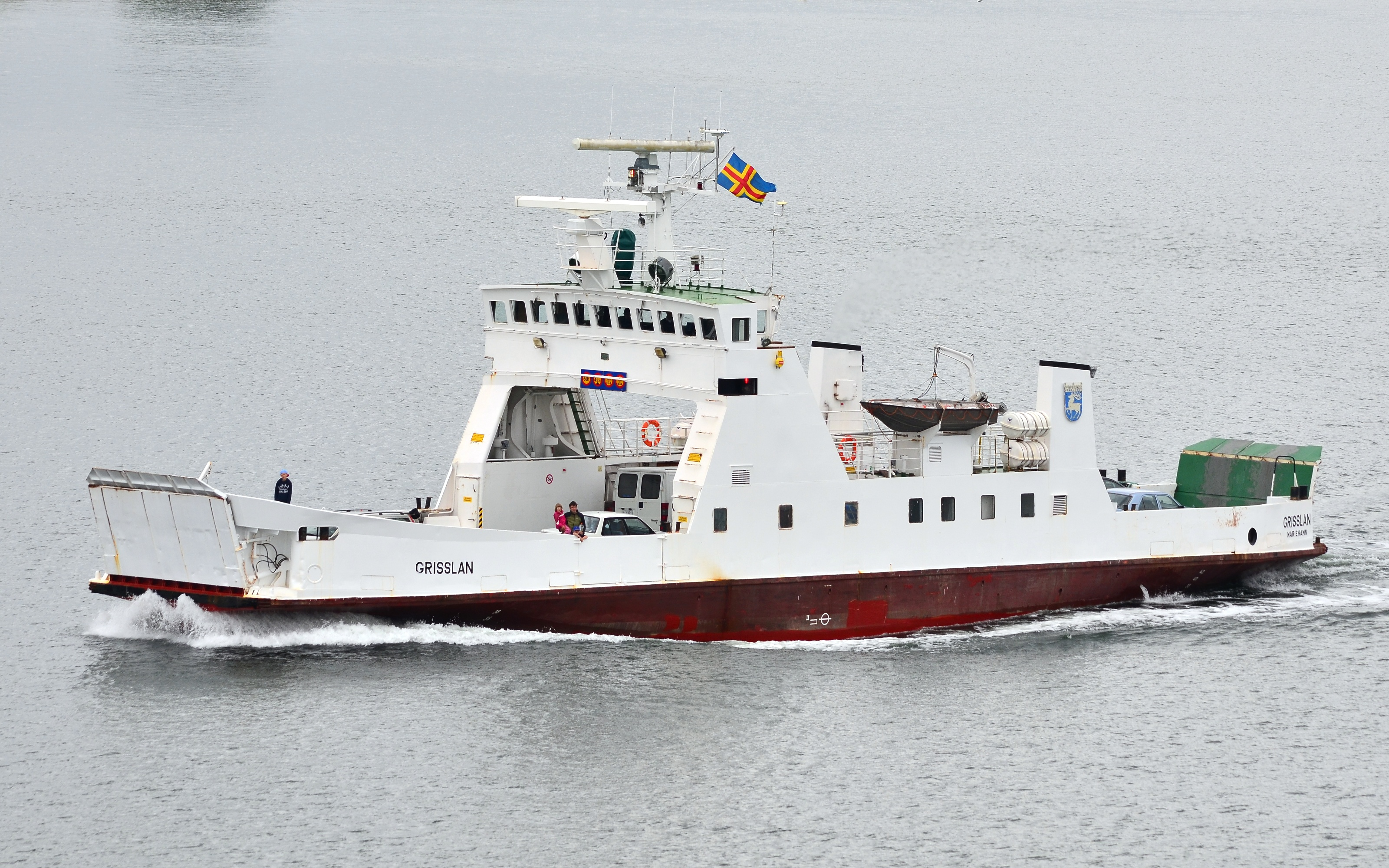
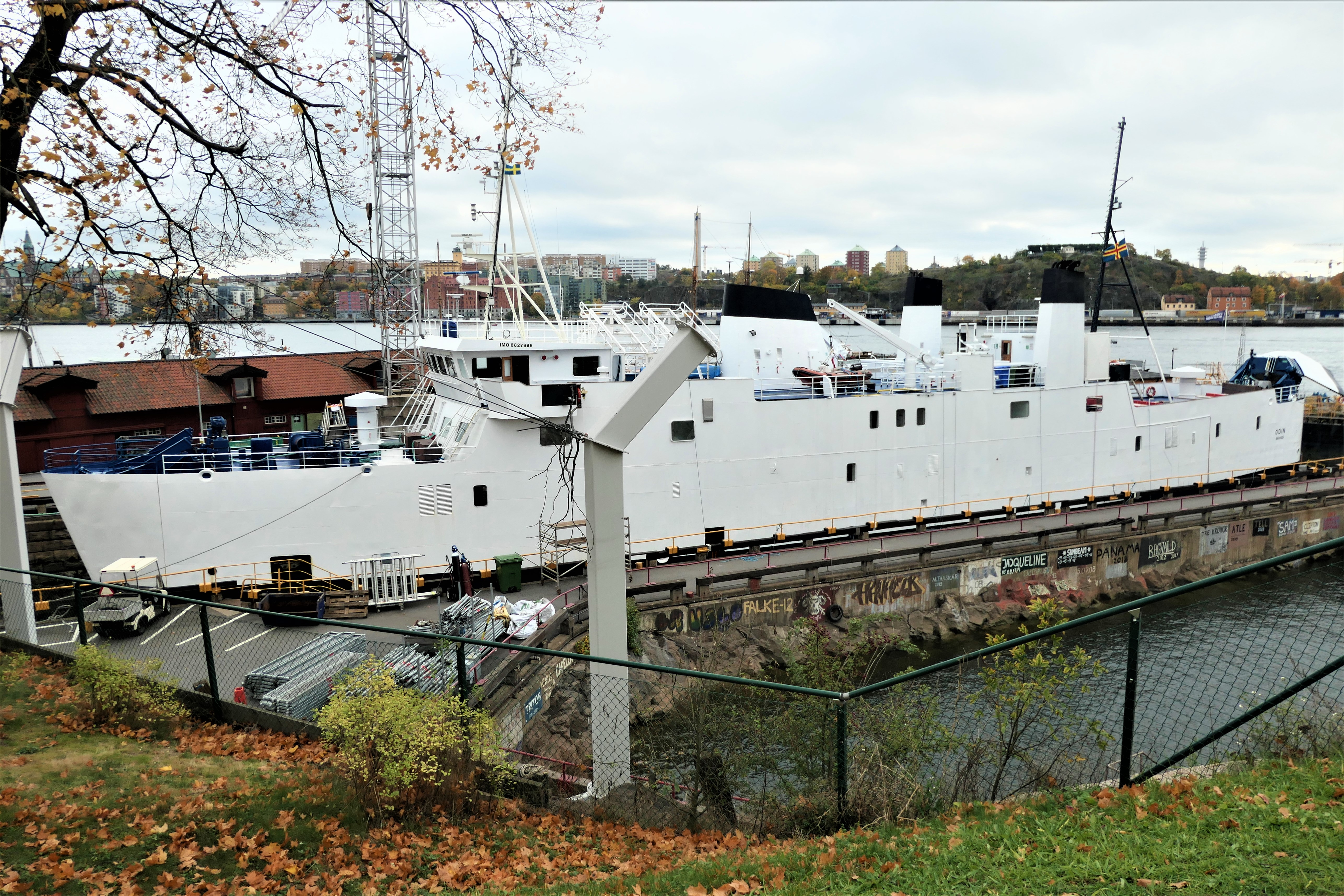

| Fartyg              | Byggår | Varv                                          | I trafik                | Rutter                                                     | Status                                      |
| ------------------- | ------ | --------------------------------------------- | ----------------------- | ---------------------------------------------------------- | ------------------------------------------- |
| M/S Föglö           | 1956   | A. Ahlströms bruk, Varkaus, Finland           | 1957–1991               | Svinö – Degerby, Överö – Sottunga                          | Ombyggd till pontonfartyg                   |
| M/S Vårdö           | 1962   | Rauma-Repola, Valko, Finland                  | 1962–1994               | Prästö – Töftö – Vargata                                   | Såld till Estland för upphuggning (2008)    |
| M/S Skärgårdsfärjan | 1943   | Dachel Carter Shipbuilding Corp, USA          | 1963–1972               | Gustavs – Kökar via hela skärgårdsvägen                    | Sjönk 1975 utanför Skottland                |
| M/S Kökar           | 1967   | Telakka Oy, Nystad, Finland                   | 1977–1998               | Långnäs – Kökar, Långnäs – Kumlinge, Åva – Gustavs         | Ombyggd till skärgårdskryssare              |
| M/S Kumlinge        | 1970   | Rauma-Repola Oy, Nystad, Finland              | 1970–1985               | Gustavs – Brändö – Kumlinge – Långnäs                      | Såld till Turkiet för upphuggning (2012)    |
| M/S Tre Måsar       | 1964   | Haugesunds Slip A/S, Norge                    | 1975–1991               | Långnäs – Kökar – Åboland                                  | I trafik under madagaskisk flagg sedan 2013 |
| M/S Lotta II        | 1960   | AB Hammarbyverken, Stockholm                  | 1998–2004               | Svinö – Degerby                                            | I svensk trafik sedan 2020                  |
| M/S Spoven          | 1959   | Bröderna Larssons Mek. Verkstad, Kristinehamn | 1999–2016               | Torsholma – Lappo – Asterholma                             | Ombyggd till pråm                           |
| M/S Grisslan        | 1971   | Oy Laivateollisuus Ab, Åbo                    | 1971–2016 (i bruk 2019) | Svinö – Degerby, Långnäs – Snäckö via Sottunga             | Ombyggd till oljebekämpningsfartyg          |
| M/S Frida II        | 1959   | Åsiverken Ab, Åmål                            | 2000–2020               | Kumlinge – Enklinge – Bärö; Torsholma – Lappo – Asterholma | I svensk trafik sedan 2020                  |
| M/S Bärö            | 1968   | Oy Wärtsilä Ab, Vasa                          | 2013–2020               | Kumlinge – Enklinge                                        | Upplagd i Mariehamn                         |
| M/S Odin            | 1982   | Svendborg Skibsværft, Danmark                 | 2015–2023               | Långnäs – Snäckö via Sottunga och Bergö                    | Upplagd i Mariehamn, ägd av JL Shipping Ab  |

- M/S Grisslan
- M/S Odin